# Кузнецы (Иркутская область)
Кузнецы — деревня в Качугском районе Иркутской области России. Входит в состав Ангинского муниципального образования.

## География
Находится на юго-западе региона, по р. Большая Анга, примерно в 40 км к востоку от районного центра.

## Население
По данным Всероссийской переписи, в 2010 году в деревне проживало 7 человек (3 мужчины и 4 женщины).
| 2002 | 2010 | 2011 | 2012 |
| ---- | ---- | ---- | ---- |
| 10   | ↘7   | →7   | →7   |

## Инфраструктура
Личное подсобное хозяйство.

## Транспорт
Просёлочные дороги.